# Franz Moritz Kirbach
Christian Franz Moritz Kirbach (geboren am 18. April 1825 in Leisnig; gestorben am 31. Januar 1905 in Plauen) war ein deutscher Revolutionär der Jahre 1848/49, Rechtsanwalt und Notar, Mitglied der II. Kammer des Sächsischen Landtages. Er schrieb unter dem Pseudonym Franz Mauritius.

## Leben
Franz Moritz Kirbach besuchte die vierklassige Volksschule in Pegau. Auf Grund eines Stipendiums konnte er von 1839 bis 1844 die Leipziger Thomasschule besuchen und sein Abitur ablegen. Von 1844 bis März 1848 studierte der Rechtswissenschaften an der Leipziger Universität. Er nahm an der Deutschen Revolution 1848/1849 teil. In Leipzig schloss er sich als Student Robert Blum an. Am 8. November 1848 hielt er in der Chemnitzer Johanniskirche eine Gedächtnisrede auf Blum. Er gehörte zu den Einberufern von Kundgebungen des Zentralausschusses der deutschen Vaterlands-Vereine Sachsens. Er war an den Unruhen im Mai 1849 beteiligt und wurde deshalb am 19. Februar 1852 zum Tode verurteilt. 1850 versuchte sein Kommilitone Julius Hermann Weigel ihn aus der Haft zu befreien. Der Versuch schlug fehl. 1851 war er auf der Festung Königstein inhaftiert. Er richtete ein Gnadengesuch an König Friedrich August II. und verbrachte, nachdem das Urteil in lebenslängliche Strafe umgewandelt wurde, diese im Zuchthaus Waldheim. Über die unmenschlichen Haftbedingungen, denen er dort ausgesetzt war, berichten August Röckel und August Bebel. Heinrich Brockhaus half dem Häftling eine Einkommensquelle zu erschließen, indem er zwei Bücher und drei Übersetzungen von Kirbach verlegte. Nach insgesamt 10-jähriger Haft kam er am 25. Juni 1859 frei. 1860 verwehrte ihm die Leipziger Anwaltskammer letztlich aus politischen Gründen die Zulassung zum zweiten juristischen Examen. Erst 1862 wurde ihm die Anwaltsprüfung erlaubt. Im gleichen Jahr wurde er Sekretär der Handels- und Gewerbekammer in Plauen. Dieses bezahlte Amt übte er bis 1896 aus. Ende 1864 erhielt er die Zulassung als Notar. Kirbach war Zeuge im sogenannten Leipziger Hochverratsprozess 1872. Dort erklärte er: „ich kenne Herrn Bebel nur vom Ansehen und stehe in keiner politischen Verbindung zu ihm, bin überhaupt nicht Mitglied eines politischen Vereins. Ich habe im Frühjahr 1870 beiden Volksversammlungen, in welchen Herr Bebel gesprochen, beigewohnt (…) Mir ist überhaupt nichts Strafbares erinnerlich, und das würde mir gewiß erinnerlich sein.“ Von 1871 bis 1899 war er – mit kurzen Unterbrechungen – Plauener Stadtverordneter und 1874/75 ehrenamtliches Ratsmitglied. Von 1873 bis 1891 war er Abgeordneter des Wahlkreises Plauen – Pausa – Mühltroff in der II. Kammer des Sächsischen Landtages, den größten Teil als Abgeordneter der Nationalliberalen Partei.

## Werke
- Adressen des deutschen Volkes an den deutschen Reichstag. In: Fränkisches Bürgerblatt. Eine Zeitschrift für Wahrheit und Gesetz. Nr. 80 vom 3. November 1848, Würzburg 1848, S. 317 (Digitalisat).
- Redakteur Franz Moritz Kirbach: Social-republikanische Blätter. Chemnitz 10. Januar 1849 bis 2. Mai 1849.
- Redakteur Franz Moritz Kirbach: Die Sonne. Dresden 1849–1850
- Franz Mauritius: Heinrich Friedrich Karl vom und zum Stein. Ein biographisches Gemälde aus der Geschichte des deutschen Vaterlandes. F. A. Brockhaus, Leipzig 1856. (=Unterhaltende Belehrungen zur Förderung allgemeiner Bildung 25)
- Franz Mauritius: Gustav Adolf, König von Schweden. Ein Lebensbild. F. A. Brockhaus, Leipzig 1856. (=Unterhaltende Belehrungen zur Förderung allgemeiner Bildung 26)
- Washington Irving: Lebensgeschichte Georg Washington's. Aus dem Englischen von dem Uebersetzer der Werke Prescott's. F. A. Brockhaus, Leipzig[10]
  - Dritter Band. 1857 MDZ Reader
  - Vierter Band. 1858. MDZ Reader
  - Fünfter Band. 1859. MDZ Reader
- Franz Mammen, M. Kirbach: Jahresbericht der Handels- und Gewerbekammer zu Plauenvon dem Jahr 1862 und 1863. Moritz Wieprecht, Plauen 1864. MDZ Reader
- Franz Mammen, M. Kirbach: Jahresbericht der Handels- und Gewerbekammer zu Plauenvon dem Jahr 1869. A. Hohmann, Plauen 1870. MDZ Reader
- Franz Mammen, M. Kirbach: Jahresbericht der Handels- und Gewerbekammer zu Plauenvon dem Jahr 1877. A. Hohmann, Plauen 1878. Digitalisat
- Die Gemeinde-Besteuerung. o. O. [1874].
- Zusammenstellung der gegenwärtig giltigen gesetzlichen Bestimmungen über die directe Besteuerung (Grundsteuer, Gewerbe- und Personalsteuer, Einkommensteuer) im Königreich Sachsen. A. Hohmann, Plauen 1875. SLUB Dresden
- Beiträge zur Statistik der Bevölkerungs- und Wohnungsverhältnisse sowie der Bewegungskraft- und Beleuchtungsanlagen im Bezirk der Handels- und Gewerbekammer Plauen während des ersten Vierteljahrhunderts des Bestehens der Kammer vom Jahre 1862 bis zum Jahre 1887, der Kammer am 27. Nov. 1887 zu ihrem Jubelfeste gewidmet. Plauen, Gedruckt bei M. Wieprecht, 1887. SLUB Dresden

## Archivalien
- 30017 Amt Stollberg (Justiz- und Rentamt) Sachsen.de
- Inventarnummer: A/2012/439 Eingabe von Franz Moritz Kirch um 1848 (Objektdatenbank des Stadtgeschichtlichen Museums Leipzig)[11]